# Lestodiplosis prunellaflorae
Lestodiplosis prunellaflorae är en tvåvingeart som beskrevs av Fedotova 2004. Lestodiplosis prunellaflorae ingår i släktet Lestodiplosis och familjen gallmyggor. Inga underarter finns listade i Catalogue of Life.